# Macari (distrito)
Macari é um distrito do Peru, departamento de Puno, localizada na província de Melgar.

## Transporte
O distrito de Macari é servido pela seguinte rodovia:
- PU-125, que liga a cidade ao distrito de Umachiri [1][2][3]